# Bad Pyrmont
Bad Pyrmont (IPA: [bat pyrˈmɔnt, ˈpyrmɔnt]) település Németországban, azon belül Alsó-Szászország tartományban. Lakosainak száma 19 596 fő (2023. december 31.). Bad Pyrmont Lügde és Aerzen községekkel határos.

## Népesség
A település népességének változása:
| Lakosok száma | 19 239 | 19 154 | 19 067 | 19 090 | 19 285 | 19 604 | 19 596 |
|               | 2015   | 2016   | 2017   | 2019   | 2021   | 2022   | 2023   |

## Neves személyek
- Itt hunyt el 1975-ben Hans Jürgen Eggers német régész.